# Cheirodon
Cheirodon is een geslacht van straalvinnige vissen uit de familie van de karperzalmen (Characidae).

## Soorten
- Cheirodon australe Eigenmann, 1928
- Cheirodon galusdai Eigenmann, 1928
- Cheirodon ibicuhiensis Eigenmann, 1915
- Cheirodon interruptus (Jenyns, 1842)
- Cheirodon jaguaribensis Fowler, 1941
- Cheirodon kiliani Campos, 1982
- Cheirodon luelingi Géry, 1964
- Cheirodon ortegai Vari & Géry, 1980
- Cheirodon parahybae Eigenmann, 1915
- Cheirodon pisciculus Girard, 1855